# Гвардія (Кошалін)
Спортивний клуб «Гвардія» Кошалін (пол. Klub Sportowy Gwardia Koszalin) — польський футбольний клуб з Кошаліна, заснований у 1946 році. Виступає у Третій лізі. Домашні матчі приймає на стадіоні імені Станіслава Фігаса, місткістю 950 глядачів.

## Історія назв
- 1946 — Міліцейський спортивний клуб;
- 1946 —«Зрив» Кошалін;
- 1948 — Міліцейський спортивний клуб;
- 1948 — «Гвардія» Кошалін;
- 1950 — ЗС «Зв'язківець»;
- 1951 — ЗС «Гвардія»;
- 1957 — ВЦКС «Граніт»;
- 1959 — СК «Гвардія»;
- 1996 — КСПН «Гвардія»;
- 2004 — «Гвардія»/«Границя»;
- 2005 — СК «Гвардія» Кошалін.